# شيرلي فليتشير هورن
شيرلي فليتشير هورن هي أكاديمية ورسامة كندية، ولدت في 1940 في Chapleau, Ontario ‏ في كندا.